# Dorin Mateuț
Dorin Mateuț (Bogata-Curtuiuș, 5 augustus 1965) is een Roemeens voormalig voetballer die als aanvaller speelde.

## Clubcarrière
Mateuț speelde in de jeugd bij CS Hunedoara en Corvinul Hunedoara. Bij Corvinul brak hij door en speelde tussen 1981 en 1986 in totaal 132 wedstrijden waarin hij 36 doelpunten maakte. Hij stapte over naar Dinamo Boekarest waar hij tot 1990 meer dan honderd wedstrijden speelde en 80 doelpunten maakte. In 1989 werd hij Europees topschutter met 43 doelpunten. Hierna speelde hij kort voor Real Zaragoza, Brescia Calcio en AC Reggiana 1919 voor hij in het seizoen 1994/95 weer terugkeerde bij Dinamo Boekarest. Hij sloot zijn loopbaan in 1996 af bij Sportul Studențesc.

## Interlandcarrière
Tussen 1984 en 1991 speelde Mateuț met het Roemeens voetbalelftal 56 wedstrijden waarin hij 10 doelpunten maakte. Hij maakte deel uit van de selectie voor het wereldkampioenschap voetbal 1990.

## Erelijst
- Roemeens voetballer van het jaar

1988